# Summer Lovers
Summer lovers è un film del 1982, diretto da Randal Kleiser.

## Trama
Michael e Cathy, una giovane coppia di americani, decidono di trascorrere una indimenticabile vacanza nelle isole greche. A Santorini Michael conosce Lina, una archeologa francese, e se ne innamora. Non volendo rinunciare a Cathy, Michael cercherà di convivere con entrambe.

## Produzione
Le riprese del film hanno avuto luogo tra agosto ed ottobre 1981 principalmente a Santorini. Altre scene sono state girate nelle isole di Creta, Delo e Mykonos. La villa in cui soggiornano i personaggi di Michael e Cathy è stata acquistata da una coppia nel 1987 e trasformata in un negozio di articoli da regalo chiamato "Summer Lovers".
La produzione ottenne il permesso - mai rilasciato prima - di poter girare in uno scavo reale, la presunta "città perduta di Atlantide" ad Akrotiri. Mentre scavava in un'area del sito appositamente selezionata e sotto la supervisione di un vero archeologo, la Quennessen scoprì diversi pezzi di ceramica vecchi di 3.500 anni.
Hans Van Tongeren, un acclamato attore olandese, stava visitando la zona come turista quando Daryl Hannah lo notò tra la folla. L'attrice organizzò un incontro tra l'attore e il regista del film e, successivamente, Van Tongeren è stato aggiunto al cast nel ruolo Jan.
Summer Lovers è l'ultimo film uscito nelle sale dell'attrice Valérie Quennessen, nel quale interpretava un'archeologa. 
Si ritirò dalle scene poco tempo dopo per crescere i suoi figli e morì in un incidente d'auto nel 1989 all'età di 31 anni.

## Accoglienza
Summer Lovers è stato accolto male dalla critica. Su Rotten Tomatoes il film ha una valutazione del 25% basata su 8 recensioni, con una valutazione media di 4,54/10.

## Colonna sonora
Lato 1
- "Summer Lovers" (Michael Sembello)
- "Your Love" (LIME)
- "Just Can't Get Enough" (Depeche Mode)
- "If Love Takes You Away" (Stephen Bishop)
- "On Any Night" (Rosalie Winker Karalekas)
- "Johnny and Mary" (Tina Turner)
- "Sea Cave (Instrumental)" (Basil Poledouris)
- "Love & Emotion" (Mink Deville)

Lato 2
- "Do What Ya Wanna Do" (Nona Hendryx)
- "Play to Win" (Heaven 17)

Dall'album Penthouse & Pavement (1981)
- "Take Me Down to the Ocean" (Elton John)
- "Crazy in the Night" (Tina Turner)
- "Sexy Dancer" (PRINCE)
- "Hard to Say I'm Sorry" (Chicago)

Dall'album Chicago 16 (1982)
- "Get Away" (Chicago)
- "Search for Lina (Instrumental)" (Basil Poledouris)
- "Play" (Heaven 17)
- "Amoureux Fou De Toi" (Plastic Bertrand)
- "I'm So Excited" (Pointer Sisters)